# Andreas af Enehielm
Andreas Wilhelm af Enehielm, född 30 augusti 1987 i Helsingfors, är en finlandssvensk skådespelare, musiker och kulturarbetare. Han spelade den femtonårige Niila i filmen Populärmusik från Vittula. Han har varit med i de finska filmerna Matti, Drakarna över Helsingfors, Armoton maa, Kääntöpiste och Där vi en gång gått. 
Andreas af Enehielm föddes som son till konstnärerna Cris af Enehielm och Kjell Wallman.
Han är en del av den alternativa hiphopgruppen Drifters Collective.